# Henri Barbusse

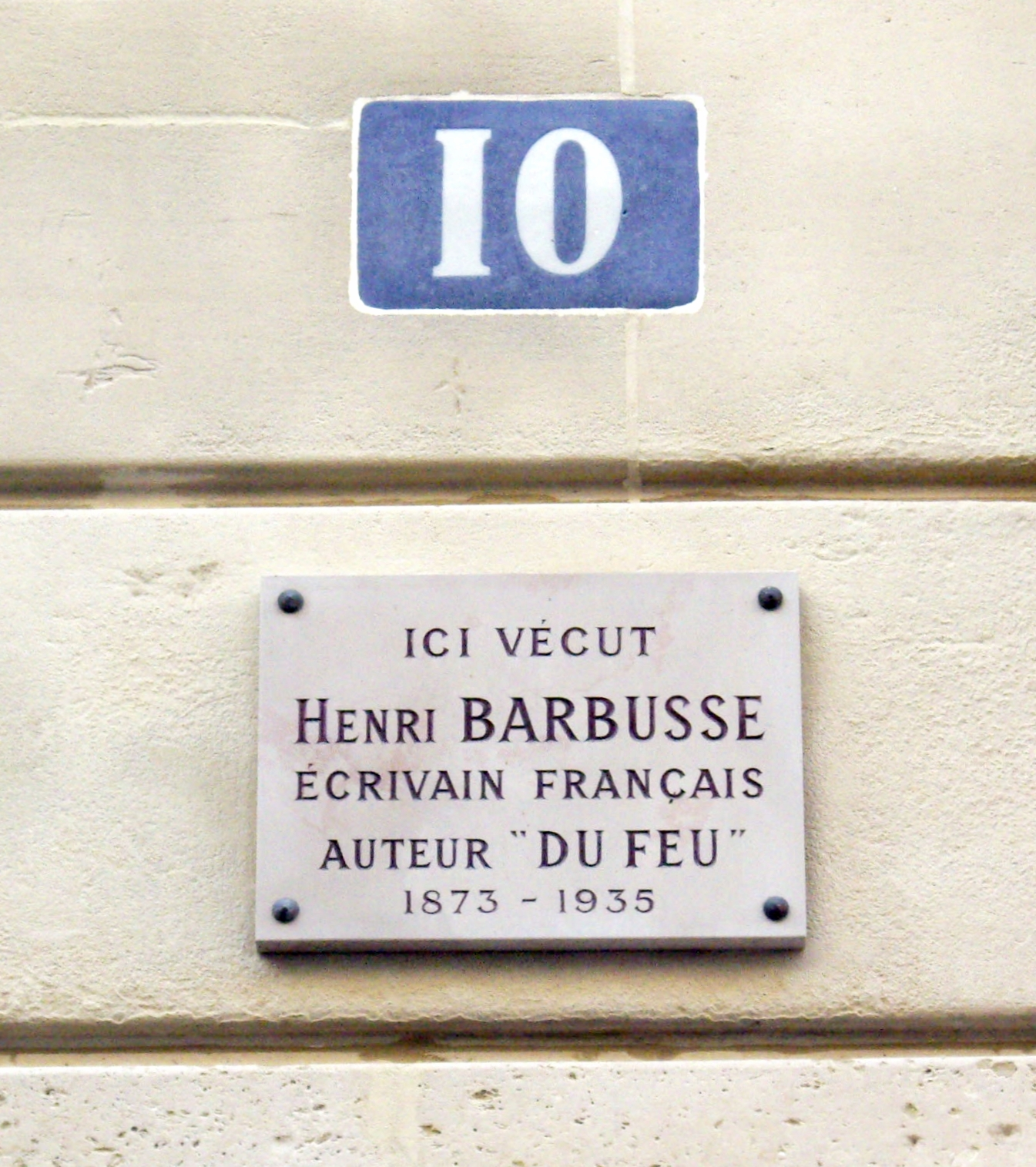
Emléktáblája Párizsban volt lakhelyén, VII. kerület, Albert-de-Lapparent utca 10.

Henri Barbusse (Asnières-sur-Seine, 1873. május 17. – Moszkva, 1935. augusztus 30.) francia szimbolista költő, író, publicista, kommunista aktivista. A baloldali eszmék elkötelezett híve, a fasizmus ellensége.

## Életpályája
Párizs környékén született, egy újságíró fiaként. Idealista gondolkodású volt, állandóan csak a pozitív dolgokat szemlélte, de irodalmi tehetsége vitathatatlan. Catulle Mendès, későbbi apósa fedezte fel az 1890-es években. 1895-ben jelentkezett első verses kötetével a Siratók-kal. Versei szimbolizmus jegyében születtek. Költeményei elemeit később már prózai írásaiba is beépítette. A Béke című francia lapnak pacifista szellemű cikkeket írt.

A sikert a 20. század első fele hozta, amikor első prózái jelentkeznek, mint a Könyörgők, vagy a Pókok. Ezek a művek pszichológiai írások, az emberek lelki világával foglalkoznak.
Az első világháború kitörésekor lelkesen beállt a francia hadseregbe és harcolt a németek ellen a nyugati fronton. Mindezt azzal a meggyőződéssel tette, hogy a Német Birodalom „reakciós, feudális” erői a demokráciát akarják megdönteni. A véres harcokból ellenben rövidesen kiábrándult, de csak megromlott egészségi állapotára való tekintettel, 1917-ben kapott obsitot és hazatért. A háború utolsó évében frontbéli visszaemlékezései alapján írta meg A tűz című naplóregényét, mely egy század mindennapjairól szól. Ebben már megmutatkozott háborúellenessége. A könyvben szereplő katonákat, saját társairól mintázta, akik egyszerű hétköznapi emberek. A harcra az a háborús propaganda tüzelte fel őket, mely a konfliktussal saját érdekeit akarta megvalósítani, s nem számít neki az, hogy közben tömegek halnak meg.
A regény szóhasználata részben az argón, részben az irodalmi nyelven alapul. Az utópiájában kifejti, hogy a tőkés világot át kell alakítani, s a teljes egyenlőséget megteremteni. Jelentkeztek tehát már nála a baloldali eszmék.
Barbusse a 20-as években vált kommunistává. A cselekvés útjára lépve létrehozta a Frontharcosok Szövetségé-t és a Világosság c. francia baloldali lapot. Ebben az időben eléggé nagy kockázatnak volt kitéve, mivel Nyugaton a kommunista-ellenesség olykor beteges hisztériába csapott át, melynek olyan emberek is áldozatul estek, kiknek szinte semmi köze nem volt a kommunizmushoz. Barbusse keményen támadta a szürrealistákat, így Romain Rolland-t is. Szerkesztője volt a Commune c. lapnak és céljának minél több irodalmárt és művészt kívánt megnyerni. Rolland-nal való nézeteltérései ellenére közösen léptek fel a fasizmussal szemben, mivel félő volt, hogy az átcsap Olaszországból Franciaországba. Barbusse fasiszta ellenes kongresszusok szervezésében vett részt hazájában és Hollandiában is.
1927-ben járt először a korabeli Szovjet-Oroszországban. Az ottani kommunisták igyekeztek a kaotikus, szörnyű állapotokat leplezni azzal, hogy ún. külföldi „társutasokat” fogadott az országban és Patyomkin-falvakkal (látszat-jóléttel) tévesztették meg őket.[forrás?] Ennek hatása alá került Barbusse is[forrás?], aki útirajzot írt Oroszország címen és ebben csak a sikereket szemléltette. Nem sokkal halála előtt jelentette meg a Sztálin című könyvét, amelyben a diktátort magasztos szavakkal illeti, de fogalma sem volt annak rémtetteiről.
Vallási tárgyú műveket is alkotott, amelyek mutatják, hogy nem vált ateistává. Ilyenek a Jézus és Az Igaz Jézus Nyomában c. művek. Ezekben ugyan a Megváltót részben reális (tudományos) szemszögből közelíti meg, s csak részben teológiai szempontok szerint.
A Sztálin megjelenése után nem sokkal érte a halál az orosz fővárosban. A párizsi Père-Lachaise temetőben nyugszik.
Barbusse egykor Magyarországon is igen népszerű volt 1956-ig, ma már kevés szó esik róla. 1926-ban A hóhérok című publicisztikai munkásságában képet ad az üldözött jugoszláv, magyar, görög, vagy bolgár kommunistákról és elemzi Rákosi Mátyás 1924. évi elítélését és bebörtönzését.
Hitler hatalomra jutását követően arra törekedett, hogy megszerveződjék német területen is a népfront-politika a fasizmus ellen.
A francia szimbolizmus egyik jelentős alkotó egyénisége volt. 1916-ban Le feu (A tűz) című háborúellenes regényéért Goncourt-díjat kapott. 1946-ban Párizsban utcát neveztek el róla.

## Művei magyarul
- A pokol; ford. Karinthy Frigyes, Kosztolányi Dezső; Kultúra, Bp., 1918 (A Kultúra regénytára)[2]
- Tűz. Regény; ford. Lendvai István; Kultúra, Bp., 1918[3]
- A szerelem pokla. Regény; Herczka, Bp., 1918
- A tűz. Egy osztag naplója; ford. Cserna Andor, Evva Margit; Kultúra, Bp., 1918
- A szerelem pokla. Regény; ford. Simó Ferenc; Herczka, Bp., 1918
- Világosság. Regény; ford. Benedek Marcell, Holló Márton; Kultúra, Bp., 1920 (A Kultúra regénytára)
- Világosság. Regény; ford. Schöpflin Aladár; Franklin, Bp., 1920
- Szerelmi kábulat. Elbeszélések; ford. Laky Margit; Lampel, Bp., 1920 (Magyar könyvtár)
- A csoda és más elbeszélések; ford. ifj. Bókay János, Salgó Ernő; Athenaeum, Bp., 1921
- Örök láncok. Regény. 1-2. köt.; ford. Strém Géza; Dante, Bp., 1926 (Halhatatlan könyvek)
- A kereszt és egyéb elbeszélések; ford. Balassa József; Lampel, Bp., 1927 (Magyar könyvtár. Új sorozat)
- Jézus; ford. Hajós Károly; Saly, Bp., 1927[4]
- Erő. Az életen túl. Az igazmondó; ford. Sárközi György; Athenaeum, Bp., 1928
- Sztalin; ford. Szenczei László; Józsa Béla Athenaeum, Kolozsvár, 1945
- Barbusse; összeáll., előszó Aranyosi Pál; Szikra, Bp., 1950
- A tűz. Egy raj naplója; ford. Faludy György, bev. Bölöni György; Állami Irodalmi és Művészeti Kiadó, Bukarest, 1956
- Lenin; Henri Barbusse et al. írásai, ford. Aranyossi Pál et al., bev. Kende István; Magyar Helikon, Bp., 1959

## Magyar fordítói
- Aranyossi Pál
- Benedek Marcell
- Bókay János
- Cserna Andor
- Évva Margit
- Faludy György
- Hajós Kornél Hajós Károly néven
- Holló Márton
- Karinthy Frigyes
- Kosztolányi Dezső
- Laky Margit
- Lendvai István
- Sárközi György
- Schöpflin Aladár
- Simó Ferenc
- Szenczei László
- Strém Géza